# 20인의 여도적
"20인의 여도적"은 한국에서 제작된 이지룡 감독의 1971년 영화이다. 윤양하 등이 주연으로 출연하였고 이종벽 등이 제작에 참여하였다.

## 출연

### 주연
- 윤양하
- 이승희

### 조연
- 진미미
- 정민
- 조석근
- 조덕성
- 이예민
- 황백
- 최준
- 문주
- 박달
- 주희
- 김정태
- 주상호
- 윤일주

## 기타
- 조명: 오영권
- 미술: 이문현
- 소품: 이상구
- 효과: 최형래